# 金沢市内の通り
金沢市内の通り（かなざわしないのとおり）は、石川県金沢市内の通りにおける名称である。

## 一覧

### 案内標識「道路の通称名（119-A・119-B）」が設置されているもの
- 泉が丘通り
  - 石川県道45号金沢鶴来線・寺町5丁目交差点 - 窪3丁目交差点
  - 石川県道22号金沢小松線（石川県道45号金沢鶴来線重複）・窪3丁目 - 額谷2丁目交差点
  - 金沢市道（石川県道22号金沢小松線の旧道）・額谷2丁目 - 四十万町北交差点

- 卯辰山公園線
  - 金沢市道：大手町交差点 - 卯辰山山頂 - 山の上交差点

- 駅西けやき大通り（「50m道路」の一部）
  - 石川県道60号金沢田鶴浜線・広岡交差点 - 西念交差点

- お堀通り（金沢城公園周辺）
  - お堀通り（大手堀）：大手町交差点 - NTT大手町ビル前 - 金沢城黒門下
  - お堀通り（白鳥路）：NTT大手町ビル前 - 兼六園下交差点
  - お堀通り（百間堀）：石川県道10号金沢湯涌福光線・広坂北交差点 - 兼六園下交差点
  - お堀通り（宮守堀）：合同庁舎前交差点 - 広坂北交差点

- 兼六大通り
  - 国道159号・田井町交差点 - 兼六園下交差点

- 小立野通り
  - 石川県道10号金沢湯涌福光線・兼六坂上交差点 - 土清水交差点

- 犀川大通り
  - 金沢市道：片町交差点 - 涌波1丁目地先

- 犀星のみち
  - 金沢市道：犀川大橋南詰交差点 - （犀川左岸） - 桜橋南詰交差点
  - 金沢市道（「本多通り」と重複）：桜橋南詰交差点 - （桜橋） - 桜橋北詰交差点
  - 金沢市道：桜橋北詰交差点 - （犀川右岸） - 犀川大橋北詰交差点

- 城南通り（金沢中環状道路の一部）
  - 金沢市道：寺町1丁目交差点 - 有松交差点
  - 国道157号・有松交差点 - 横川交差点

- 城北大通り
  - 国道359号・橋場交差点 - 森本交差点
  - 石川県道215号森本津幡線・森本交差点 - 梅田インターチェンジ交差点 - 今町跨線橋

- 昭和大通り
  - 石川県道146号金沢停車場南線・金沢駅前南交差点 - 元車交差点 - 増泉交差点 - 横川交差点

- 中央通り
  - 金沢市道：片町交差点 - 元車交差点

- 寺町通り
  - 石川県道45号金沢鶴来線（石川県道144号別所野町線重複）・野町広小路交差点 - 寺町5丁目交差点
  - 石川県道144号別所野町線・寺町5丁目交差点 - 野田町交差点

- 西インター大通り
  - 石川県道25号金沢美川小松線・野町広小路交差点 - 松島北交差点

- 東大通り
  - 石川県道159号金沢停車場北線・金沢駅前東交差点 - 鳴和交差点

- 東インター大通り
  - 金沢市道：東山交差点 - 浅野本町交差点
  - 石川県道200号向粟崎安江町線・浅野本町交差点 - 田中交差点

- 百万石通り
  - 石川県道10号金沢湯涌福光線・香林坊交差点 - 広坂交差点
  - 金沢市道：広坂交差点 - 出羽町交差点 - 兼六坂上交差点
  - 石川県道10号金沢湯涌福光線・兼六坂上交差点 - 兼六園下交差点
  - 国道159号・兼六園下交差点 - 橋場交差点 - むさし交差点
  - 国道157号・むさし交差点 - 香林坊交差点

- 本多通り
  - 金沢市道：広坂交差点 - 桜橋 - 寺町5丁目交差点

- まめだ大通り
  - 石川県道60号金沢田鶴浜線・広岡交差点 - 中橋交差点
  - 金沢市道：中橋交差点 - 新神田交差点 - 西金沢交差点

- 南大通り
  - 国道157号・野町広小路交差点 - 泉交差点 - 有松交差点
  - 石川県道22号金沢小松線・有松交差点 - 小松市北浅井町

- 諸江通り
  - 金沢市道：広岡交差点 - 諸江上丁交差点
  - 石川県道299号近岡諸江線・諸江上丁交差点 - 南新保交差点

- 山側環状（金沢外環状道路 山側幹線）
  - 国道159号（金沢東部環状道路）・今町JCT - 鈴見交差点
  - 石川県道22号金沢小松線・鈴見交差点 - 白山市安養寺北交差点
  - 国道157号・白山市安養寺北交差点 - 白山市乾東交差点

### 案内標識「道路の通称名（119-A・119-B）」以外の表示板等が設置されているもの
- 金沢駅東通り
  - 金沢市道・広岡一丁目交差点 - 堀川町中交差点

- 金沢駅前通り
  - 石川県道13号金沢停車場線・金沢駅前中央交差点 - 別院通り口交差点
  - 金沢市道 別院通り口交差点 - むさし西交差点
  - 石川県道13号金沢停車場線・むさし西交差点 - 武蔵交差点

- 鏡花のみち
  - 金沢市道：天神橋 - （浅野川左岸） - 浅野川大橋
    - （かつては「案内標識『道路の通称名（119-A・119-B）』」が設置されていた）

- 秋声のみち
  - 金沢市道：梅ノ橋 - （浅野川右岸） - 浅野川大橋

- 新竪町通り
  - 金沢市道・竪町交差点 - 幸町交差点

- タテマチストリート（竪町通り）
  - 金沢市道・片町一丁目交差点 - 竪町交差点

- 武蔵スタジオ通り
  - 金沢市道・上堤町交差点 - むさし西交差点

## 街道
- 北国街道・北陸道・北陸街道
- 塩硝街道（石川県道10号金沢湯涌福光線・金沢市内 - 富山県南砺市刀利）
- 金石街道（石川県道17号金沢港線）

## 関係項目
- 日本の道路
- 日本の通り一覧
- 日本の道路標識#案内標識